# Прундяну, Йоан
Йоан Прундяну (рум. Ioan Prundeanu; род. 17 января 1993, Фэлтичени, Сучава) — румынский гребец. Представляет клуб «Стяуа». Участник Олимпийских игр 2020 и 2024 годов.
Бронзовый призёр юношеских Олимпийских играх 2010 года в Сингапуре. Чемпион мира 2011 года среди юношей. Участник молодёжного чемпионата мира 2012, 2013, 2014 и 2015 годов.
12 раз участвовал в чемпионатах Европы (2012—2024), где становился дважды бронзовым (2019, 2022) и один раз серебряным призёром (2018).
На чемпионатах мира выступал шесть раз (2015, 2017, 2018, 2019, 2022, 2023).